# Vasilij I.
Vasilij I., plným jménem Vasilij Dmitrijevič (rusky Василий I Дмитриевич, 30. prosince 1371 Moskva – 27. února 1425 tamtéž) byl ruský středověký panovník, velkokníže moskevský v letech 1389–1425. Přes nepříznivou mezinárodní situaci se mu podařilo rozšířit území státu. Jako spojenec Tochtamiše, který byl v té době chánem mongolské Zlaté hordy se nakrátko vymanil z tatarského vazalství, od roku 1408 však musel opět platit Tatarům daně. V roce 1392 získal od Tochtamiše odměnou za vojenskou pomoc jarlyk (listinu, která uděluje právo užívat titul a vládnout) na Nižněnovgorodsko-suzdalské velkoknížectví a se souhlasem chána dobyl Nižní Novgorod.

## Nástup k moci

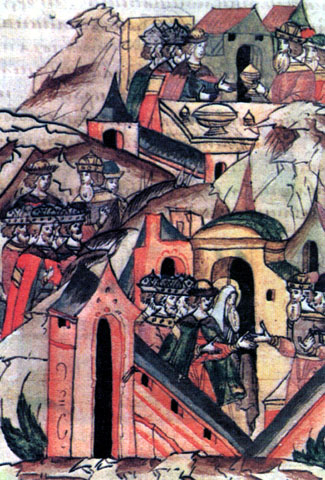
Setkání Vasilije I. a litevského knížete Vitolda

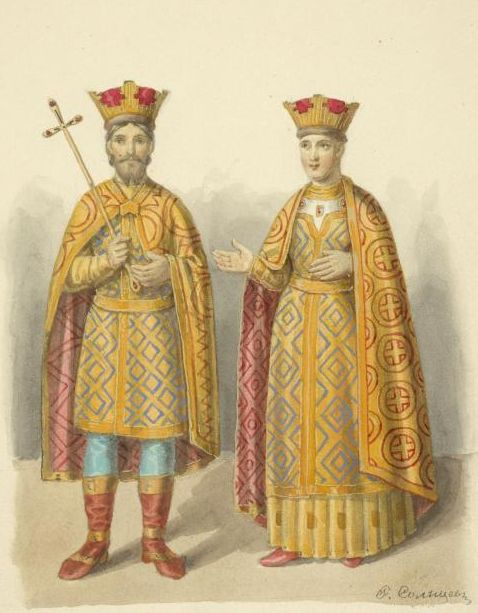
Vasilij I. a Žofie, dcera litevského knížete Vitolda

Vasilij byl nejstarším synem velkoknížete Dmitrije Donského (vládl v letech 1359–1389). Roku 1383 odcestoval ke dvoru chána Tochtamiše, od něhož získal pro svého otce jarlyk (oprávnění užívat titul a vládnout) na velkoknížete vladimirského, o který se zároveň ucházel kníže tverský. Tochtamiš však Dmitrijovi nedůvěřoval, proto si Vasilije ponechal jako rukojmí. Vasilij strávil v chánově zajetí čtyři roky. Uprchl roku 1386, když využil sporu mezi chánem a emírem Timurem, zvaným Chromý (známý též jako Lenk či Temerlán). Odešel do Litvy, kde byl přijat knížetem Vitoldem (Vytautasem), bratrancem polského krále Vladislava II., od něhož Vytautas správu Litvy převzal. Na moskevský trůn nastoupil Vasilij v roce 1389, v osmnácti letech. Roku 1390 se oženil s Vitoldovou jedinou dcerou, litevskou princeznou Žofií, čímž se načas zlepšily složité litevsko-moskevské vztahy. Spojení s Litvou bylo Vasilijovou strategií, jak čelit Tatarům.

## Rozšiřování knížectví
V roce 1392 získal jarlyk na Nižněnovgorodsko-suzdalské velkoknížectví a se souhlasem chána dobyl Nižní Novgorod. O rok později anektoval knížectví muromské, čímž posílil pozice Moskvy na středním toku Volhy. Poslušností si zavázal Rjazaň, Tver a Pskov. Pouze při pokusu podřídit si Novgorod (1397) neuspěl.
I jeho spojenec, litevský kníže Vitold expandoval a zmocnil se Vjazmy a Smolenska (1404), což nevyhnutelně vedlo k územním sporům mezi Moskvou a Litvou (1406–1408), které Vasilij vyřešil dohodou o hranici na řece Ugra. De facto tak připojil tzv. verchovskaja kňažestva (Lubuck, Kozelsk, Obojes). Naopak boje s Novgorodem propukaly v letech 1397–1417 stále znovu a znovu a Vasilijovi se podařilo připojit jen část tzv. dvinské země na středním toku Severní Dviny.

## Potýkání se s Východem
V roce 1388 Vasilij vedl moskevskou armádu po boku chána Tochtamiše proti Timurovi ve Střední Asii. Šlo o taktický tah, který vyšel: po boji Tochtamiš udělil souhlas (jarlyk) s tím, aby se Vasilij stal velkoknížetem Nižněnovgorodsko-suzdalského velkoknížectví, čímž byl spor s Velkou hordou zažehnán.
Vasilij tak ovšem získal nového silného nepřítele – Timura, nového vládce Samarkandu. Roku 1393 Timur Zlatou hordu porazil a brzy nato, roku 1395, oblehl Moskvu. Ke střetnutí však nedošlo. Podle legendy Moskvu zachránil Timurův sen o nebeském vojsku, které zničilo jeho armádu před Moskvou, kvůli němuž se prý rozhodl odtáhnout bez boje. Timurův vpád však oslabil Zlatou hordu a uvrhl ji do anarchie. Vasilij toho využil a přestal odvádět daně (které vybíral i v okolních knížectvích), čímž shromáždil značné finanční prostředky pro vojenské účely.
Po Timurově smrti znovu obnovila svou sílu Zlatá horda, a to pod chánem Jedigejem (též psáno Edigejem). Roku 1408 vpadl do Rusi, aby ji znovu podřídil Zlaté hordě. Vyplenil okolí Moskvy, ale Moskvu nedobyl. Nakonec odtáhnul, mj. i kvůli sporům uvnitř Zlaté hordy. Vasilij byl nicméně nucen znovu platit Zlaté hordě tribut.

## Závěr panování
Po roce 1408, tedy po konci válek s východními nájezdníky a vlastních expanzí, následovalo pro Moskevské velkoknížectví klidnější období, které umožnilo hospodářský rozvoj. Před svou smrtí ho Vasilij pojistil tím, že svou dceru Annu provdal za byzantského císaře Jana VIII. Palaiologa. Spojení s Byzancí mělo vybudovat rozhodující hráz proti tatarským nájezdníkům.
V druhé části své vlády se Vasilij pustil jen do jednoho válečného dobrodružství, roku 1410 v bitvě u Grunwaldu (Tannenbergu) zvítězil po boku polsko-litevských spojenců nad řádem německých rytířů. Toto vítězství definitivně zastavilo postup řádu do Pobaltí.
Vasilij zemřel roku 1425 a byl pochován v Archangelském chrámu v moskevském Kremlu. Spory o nástupnictví vyvolaly občanskou válku, která spolu s intervencí sousedů zemi zcela zdevastovala. Nový kníže Vasilij II. Vasiljevič, nejmladší syn Vasilije I., zvítězil až díky mongolsko-tatarské pomoci.